# Coptotettix bilineatus
Coptotettix bilineatus är en insektsart som beskrevs av Bolívar, I. 1905. Coptotettix bilineatus ingår i släktet Coptotettix och familjen torngräshoppor. Inga underarter finns listade i Catalogue of Life.